# Himlaliv
Himlaliv är ett svenskspråkigt tv-program från Svenska Yle som sänds på Yle Teema & Fem och Yle Arenan. Programmet hade premiär den 29 december 2013 och produceras fortfarande. Det består av personporträtt där människor berättar om sina liv, upplevelser, tro, tvivel och livsval. Redaktör för programmet är Hanna Klingenberg.

## Format
Himlaliv är en dokumentär serie i intervjuform, där varje avsnitt fokuserar på en person från Svenskfinland eller Sverige. De medverkande berättar om sina erfarenheter av tro, livskriser, förändring, relationer och existentiella frågor. Tematiken rör ofta känsliga ämnen och berättelserna speglar livets komplexitet och mångfald.
Programmet har spelats in i miljöer som är viktiga eller betydelsefulla för de intervjuade, i stället för i studiomiljö. Detta val syftar till att skapa en mer personlig och autentisk atmosfär.

## Produktion
Redaktörer för Himlaliv har bland annat varit Nina Granvik och Hanna Klingenberg, som lyft fram vikten av att de medverkande själva känner igen sig i slutresultatet. Programmen förhandsvisas alltid för de intervjuade innan sändning.

## Medverkande (i urval)
Några exempel på personer som varit gäster i Himlaliv:
- Tom Tiainen – lärare från Karleby, berättar om att nästan drunkna under en seglats.
- Simon Djupsjöbacka – bloggare och dirigent, delar sin erfarenhet av att leva med diabetes och följdsjukdomar.
- Tommy Hellsten – terapeut och författare, berättar om människans inre.
- Johanna Boholm-Saarinen – författare och kyrkvaktmästare från Åland.
- Fredrik Westblom – journalist som testade tolv religioner under ett år.
- Wulita Bezabeh – diakon från Jakobstad med bakgrund i Etiopien och Östberlin.
- Anders Blomberg – tidigare frikyrkopastor, numera luthersk diakon.
- Ulrica Stigberg – präst och författare från Sverige, pratar om nätpornografi.
- Petra Grönqvist – studerande från Lovisa, delar erfarenheter av sjukdom och vårdbehov.